# Тиуанако
Тиуанако (понякога Тиауанако, Тиахуанако, Тиуанаку, Тиванако, от Tiwanaku) е археологически обект, древен град в Боливия, недалече от езерото Титикака, на около 72 километра от Ла Пас. Първите заселници са от 1500 г. пр.н.е. Тъй като жителите на Тиуанако не са имали писменост, не са оставени никакви писмени документи. Поради тази причина произходът на името е неизвестен. Империята процъфтява в периода от 550 до 950 г. когато се предполага, че в града живеят около 30 000-40 000 души. Разположена е на височина между 3800 и 4200 метра. Империята се разпада около 1100 г.
Най-голямата пирамида се нарича Акапана. Нейната основа е изработена от перфектно нарязани и идеално пасващи си каменни блокове. Съществуват и 6 тераси във формата на буквата "T" с вертикални колони. Подовете са направени от кал.
В продължение на векове тези разкопки не са опазвани и са разграбвани и използвани за упражнения на военни части.
Днес мястото е покровителствано от Боливийското правителство и е включено в Списъка на световното културно и природно наследство на ЮНЕСКО.